# LAN-Messenger
Ein LAN-Messenger ist ein Chatsystem, das Nachrichten im lokalen Netzwerk vermittelt (LAN). Zwei oder mehr Benutzer können sich per Textnachrichten unterhalten. Die Benutzer müssen dazu mit einem Computerprogramm miteinander verbunden sein, die Datenübertragung findet im lokalen Netzwerk statt, eine Internetverbindung oder ein zentraler Server sind nicht notwendig (P2P). Dadurch sind LAN-Messenger vor allem für Heimnetzwerke geeignet. Folgende Grundfunktionen werden von LAN-Messengern typischerweise angeboten: Verschicken von privaten Nachrichten, Versenden von Dateien, Chaträume und grafische Smileys.
Die Benutzung eines LAN-Messengers anstatt eines normalen Instant Messengers bringt gewisse Vorteile. Beispielsweise läuft ein LAN-Messenger innerhalb eines Unternehmens- oder Privatnetzwerk, deshalb können nur Personen innerhalb der Firewall auf das System zugreifen. Die Datenkommunikation verlässt nicht das lokale Netzwerk (kann nicht abgehört werden) und kann außerdem nicht von außen gespammt werden (Darknet).

## Geschichte
Unter Unix gibt es den Befehl talk mit dem eingeloggte Benutzer direkt in Kontakt treten können, die erste Version gab es auf DEC-PDP-11-Computersystemen seit den 1970er Jahren. Das dabei verwendete NTALK-Protokoll verwendeten auch Programme auf anderen Betriebssystemen, z. B. TalkR und WinTalk unter Windows. Mit der Verbreitung von Samba war es auch möglich, Textnachrichten in heterogenen Netzwerken auszutauschen; beinahe alle Linux-Distributionen enthalten heute Samba-Pakete.
Der erste LAN-Messenger für Microsoft Windows ist WinPopup (basierend auf dem SMB/NetBIOS Protokoll). WinPopup ist ein einfaches Dienstprogramm, das bereits seit Windows 3.11 vorhanden ist und kurze Textnachrichten verschicken kann. Nachrichten werden beim Empfänger als Popup-Fenster angezeigt (wurde beispielsweise in den 1990ern als Druck-Benachrichtigung benutzt). Seit Windows NT gibt es einen eigenen Messenger Service, der mit WinPopup kompatibel ist. Seit der Einführung von Service Pack 2 für Windows XP ist dieser Dienst standardmäßig deaktiviert.
Mit Apples Bonjour-Protokoll kann man Nachrichten im LAN austauschen, es wurde 2005 in Mac OS X eingeführt. Unter anderem unterstützt der Multiprotokoll-Messenger Pidgin seit 2007 das Bonjour-Protokoll.